# Władysław Pniewski (szlachcic)
Władysław Pniewski herbu Jastrzębiec – komornik czerski w 1764 roku, wojski czerski.
Był elektorem Stanisława Augusta Poniatowskiego z ziemi czerskiej i posłem ziemi czerskiej na sejm elekcyjny w 1764 roku.